# Michael Lieber
Michael Lieber (* 11. Dezember 1953 in Braubach) ist ein deutscher Politiker der CDU. Er war vom 14. September 2006 bis zum 31. August 2019 Landrat des Landkreises Altenkirchen (Westerwald).

## Leben und Beruf
Lieber besuchte zunächst die Volksschule, später das Gymnasium in Mainz. 1973 legte er hier das Abitur ab. Nach dem Wehrdienst studierte er von 1974 bis 1981 an der Johannes Gutenberg-Universität Mainz Rechtswissenschaften. Nach Studium und Referendariat wurde Lieber 1984 Rechtsrat beim hessischen Main-Taunus-Kreis und 1985 Stadtoberverwaltungsrat bei der Stadt Mainz, wo er bis 1989 als Justiziar und Amtsleiter tätig war.
Die Räte der Stadt Betzdorf und der Verbandsgemeinde Betzdorf wählten Lieber 1989 zu ihrem gemeinsamen Bürgermeister. Bei der Kommunalwahl am 7. Juni 1998 wurde Michael Lieber als Verbandsbürgermeister und Stadtbürgermeister von Betzdorf in Urwahl bestätigt, ebenso bei der rheinland-pfälzischen Kommunalwahlen am 13. Juni 1999 und zuletzt am 13. Juni 2004.
Am 26. März 2006 wurde Michael Lieber mit 53,7 % der abgegebenen Stimmen in Urwahl zum Landrat des Landkreises Altenkirchen im Westerwald gewählt. Er ist Nachfolger von Dr. Alfred Beth (CDU).
Seit dem 14. September 2006 war Lieber Vorsitzender des Verwaltungsrates der Kreissparkasse Altenkirchen, zuvor war er Mitglied in diesem Gremium.

## Partei
Michael Lieber ist seit 1971 Mitglied der CDU. Von 1981 bis 1987 war er stellvertretender Kreisvorsitzender der Jungen Union Mainz, dem Stadtrat der Landeshauptstadt gehörte er von 1984 bis 1989 an. Zudem war Lieber von 1985 bis 1989 Kreisvorsitzender der Kommunalpolitischen Vereinigung der Mainzer CDU. Von 1994 bis 2006 war Lieber Vorsitzender der CDU-Fraktion im Altenkirchener Kreistag.

## Ehrenämter
Michael Lieber war von 1985 bis 1991 Präsidiumsmitglied der Deutsch-Israelischen Gesellschaft.
Seit 1989 ist er Vorsitzender des Deutschen Roten Kreuzes, Ortsverband Betzdorf und seit März 2010 erster Vorsitzender des DRK-Kreisverbandes Altenkirchen.